# Merzweiler
Merzweiler là một đô thị thuộc huyện Kusel, bang Rheinland-Pfalz, phía tây nước Đức. Đô thị Merzweiler có diện tích km², dân số thời điểm ngày 31 tháng 12 năm 2006 là người.